# Trichomycterus maracaiboensis
Trichomycterus maracaiboensis är en fiskart som först beskrevs av Schultz, 1944.  Trichomycterus maracaiboensis ingår i släktet Trichomycterus och familjen Trichomycteridae. IUCN kategoriserar arten globalt som livskraftig. Inga underarter finns listade i Catalogue of Life.